# Piper cowanii
Piper cowanii är en pepparväxtart som först beskrevs av Truman George Yuncker, och fick sitt nu gällande namn av Truman George Yuncker. Piper cowanii ingår i släktet Piper och familjen pepparväxter. Inga underarter finns listade i Catalogue of Life.